# Écarté

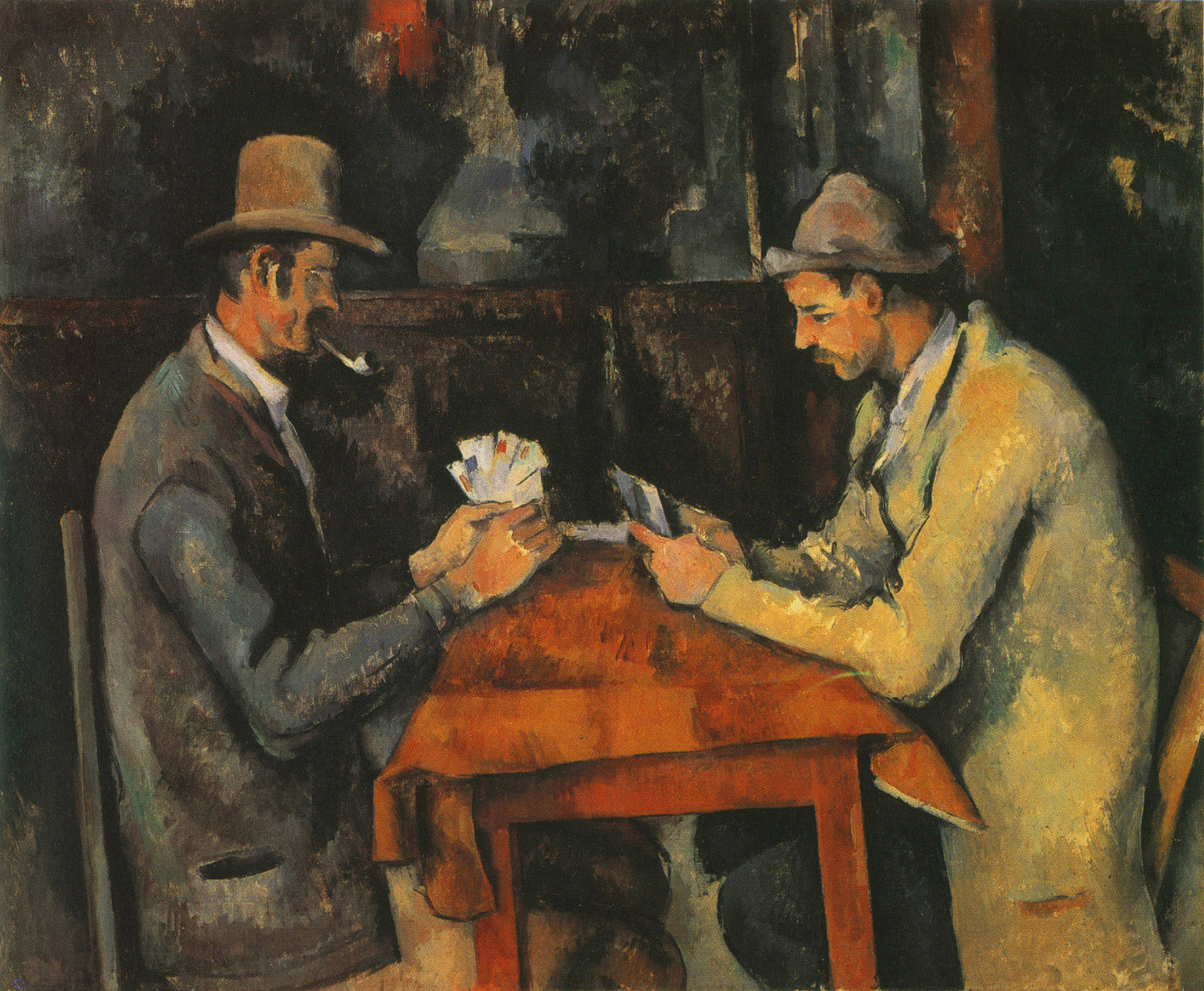
Paul Cézanne, Los jugadores de cartas (1892-95)

Écarté es un juego de naipes para dos jugadores originario de Francia, el nombre del juego literalmente significa descarte. Es un juego de turnos, similar al whist, pero con una fase de descartes especial. Écarté fue popular en el siglo XIX aunque ahora es menos popular.

## Características
- Baraja de 32 cartas: 4 colores * 8 números
- 2 jugadores (A y B) con 5 cartas cada uno
- Una carta adicional muestra el color del triunfo
- Tiene tres fases: descarte, juego y recuento

## Definiciones
- Una baza es cada vez que A y B juegan una de sus cartas
- El ganador de la baza anterior es G y el perdedor P
- Si P juega una carta del mismo color que G se dice que asiste
- Si P juega una carta que gana la baza se dice que supera
- Si un jugador finaliza la fase de descarte antes del primer descarte se dice que es vulnerable

## Fase de descarte
- Es la primera fase del juego
- A y B se alternan en cada partida
- A o B pueden decidir finalizar esta fase en cualquier paso
- Pasos:
  - A propone descartar un número de sus cartas
  - A coge tantas cartas nuevas del mazo como propuso y B cambia al menos una
  - Si quedan cartas en el mazo volver al primer paso

## Fase de juego
- Esta fase comienza al finalizar el descarte
- El juego tiene 5 bazas
- En la primera baza comienza a jugar A y en las demás G
- P debe asistir y superar, si no puede debe asistir, si no puede debe superar y si tampoco puede jugará la carta que quiera.
- Gana la baza el triunfo más alto y si no los hay la carta más alta del color que jugó G.

## Fase de recuento
- Sumas un punto si ganaste más bazas que tu contrincante
- Sumas otro punto si ganaste las cinco bazas
- Sumas otro punto si venciste a un jugador vulnerable
- Sumas otro punto si mostraste la carta del color del triunfo más alta de la baraja antes de comenzar la fase de juego

- Wikimedia Commons alberga una categoría multimedia sobre Écarté.